# Shelburne River
Der Shelburne River ist ein 54 km langer Fluss in der kanadischen Provinz  Nova Scotia.

## Flusslauf
Er ist ein noch naturbelassenes Gewässer im Süden von Nova Scotia. Er bilder den Abfluss des Buckshot Lake. Von dort fließt er in östlicher Richtung zum Lake Rossignol, welcher vom Mersey River durchflossen wird. Am Unterlauf des Flusses liegt das Schutzgebiet Shelburne River Wilderness Area. Seit 1997 ist der Shelburne River ein Canadian Heritage River.